# Чемпионат России по лёгкой атлетике в помещении 2004
Чемпионат России по лёгкой атлетике в помещении 2004 года прошёл 17—19 февраля в Москве в манеже ЛФК «ЦСКА». Соревнования являлись отборочными в сборную России на чемпионат мира в помещении, прошедший 5—7 марта в Будапеште, столице Венгрии. В чемпионате приняли участие спортсмены из 62 регионов России. Вне конкурса выступали несколько зарубежных атлетов. На протяжении 3 дней было разыграно 28 комплектов медалей.
Зимой 2004 года также были проведены чемпионаты России в отдельных дисциплинах лёгкой атлетики:
- 6—7 февраля — чемпионат России по 6-часовому бегу в помещении (Москва)
- 8—9 февраля — чемпионат России по многоборьям в помещении (Москва)

## Соревнования
Лучшим результатом чемпионата стало выдающееся время Натальи Назаровой в беге на 400 метров, установившей новый рекорд России — 49,68. Быстрее в помещении за всю историю бежала лишь Ярмила Кратохвилова, чей мировой рекорд всего лишь на 0,09 секунды лучше. Последний раз женщины «выбегали» из 50 секунд на 400 метров в помещении 20 лет назад, в 1984 году. Назарова стала первой россиянкой, покорившей этот рубеж.
Рекорд России среди молодёжи (до 23 лет) установил в секторе для тройного прыжка новоиспечённый чемпион России Александр Сергеев, улетевший на 17,23 м. Все три призёра в этом виде преодолели гроссмейстерский рубеж 17 метров.
Лучший результат сезона в мире установила в женском финале на 60 метров Юлия Табакова, с огромным отрывом ставшая чемпионкой — 7,06. Европейский рейтинг-лист в другой спринтерской дисциплине, беге на 200 метров, возглавила Анастасия Капачинская, в полуфинале преодолевшая круг по манежу за 22,71.
В предварительных забегах на дистанции 400 метров у мужчин сразу 8 человек «разменяли» 47 секунд. В финале это достижение покорилось лишь первой четвёрке, а призёрами стали три атлета, которые смогли улучшить своё время по сравнению с первым раундом. Чемпион страны Дмитрий Форшев и серебряный призёр Андрей Рудницкий установили при этом свои личные рекорды — 46,29 и 46,49 соответственно.
Серебряный призёр чемпионата мира 2003 года в беге на 800 метров Юрий Борзаковский завоевал свой третий национальный титул в помещении (до этого становился чемпионом в 1999 и 2001 годах), уверенно обыграв своего главного конкурента на внутрироссийской арене Дмитрия Богданова.
Победный дубль на чемпионате оформила Гульнара Самитова, ставшая лучшей на дистанциях 1500 (4.05,91) и 3000 метров (8.41,72 — лучший результат сезона в Европе). Высокий темп, заданный Гульнарой на 3000 метрах, позволил пришедшей к финишу следом за ней Марине Дубровой установить новый рекорд Украины — 8.42,20. Дуброва выступала вне конкурса и не участвовала в розыгрыше титула чемпионки России.
Сразу несколько захватывающих дуэлей состоялось в технических дисциплинах у женщин. В прыжке в длину Татьяна Лебедева и Ирина Симагина показали одинаковый результат, ставший лучшим в мировом сезоне — 6,95 м, однако по второй лучшей попытке чемпионкой стала Лебедева (6,91 м против 6,87 м). Далёкими попытками порадовали и Ирина Коржаненко со Светланой Кривелёвой в секторе для толкания ядра, в итоговом протоколе их разделили всего 3 сантиметра — 19,71 м и 19,68 м соответственно. Наконец, в прыжке в высоту за титул боролись Анна Чичерова, повторившая свой же рекорд России (2,04 м) за 1,5 недели до чемпионата России, и Елена Слесаренко. Взяв со второй попытки 2,01 м, чемпионкой стала Слесаренко, Чичерова при этом остановилась на высоте 1,98 м.
Отличный результат чемпионки в прыжке с шестом Татьяны Полновой (4,60 м), тем не менее, не позволил ей попасть в команду на чемпионат мира, поскольку оба места были предоставлены освобождённым от отбора рекордсменкам мира: действующей — Елене Исинбаевой, и бывшей — Светлане Феофановой.

## Медалисты

### Мужчины
| Дисциплина             | Золото                                                                          | Золото  | Серебро                                                                                        | Серебро | Бронза                                                                            | Бронза  |
| ---------------------- | ------------------------------------------------------------------------------- | ------- | ---------------------------------------------------------------------------------------------- | ------- | --------------------------------------------------------------------------------- | ------- |
| 60 м                   | Андрей Епишин Москва                                                            | 6,67    | Александр Рябов Москва Самарская область                                                       | 6,70    | Дмитрий Васильев Нижегородская область Новосибирская область                      | 6,71    |
| 200 м                  | Олег Сергеев Тюменская область                                                  | 21,11   | Максим Бабарыкин Москва Вологодская область                                                    | 21,44   | Роман Матвеев Москва                                                              | 21,46   |
| 400 м                  | Дмитрий Форшев Свердловская область                                             | 46,29   | Андрей Рудницкий Тюменская область ХМАО                                                        | 46,49   | Борис Горбань Москва                                                              | 46,59   |
| 800 м                  | Юрий Борзаковский Московская область                                            | 1.48,29 | Дмитрий Богданов Московская область Санкт-Петербург                                            | 1.49,02 | Сергей Кожевников Москва Рязанская область                                        | 1.50,04 |
| 1500 м                 | Вячеслав Шабунин Москва                                                         | 3.41,99 | Дмитрий Онуфриенко Нижегородская область                                                       | 3.42,80 | Павел Потапович Москва Курская область                                            | 3.42,99 |
| 3000 м                 | Павел Шаповалов Хабаровский край                                                | 7.54,79 | Сергей Емельянов Москва Чувашия                                                                | 7.55,87 | Сергей Иванов Москва Чувашия                                                      | 7.55,92 |
| 3000 м с препятствиями | Роман Усов Курская область Челябинская область                                  | 8.26,39 | Андрей Фарносов Москва Московская область                                                      | 8.27,00 | Алексей Гуркин Москва Калининградская область Пензенская область                  | 8.32,89 |
| 60 м с барьерами       | Игорь Перемота Челябинская область                                              | 7,77    | Юрий Волков Москва                                                                             | 7,82    | не вручалась                                                                      |         |
| 60 м с барьерами       | Игорь Перемота Челябинская область                                              | 7,77    | Александр Пестриков Москва Санкт-Петербург                                                     | 7,82    | не вручалась                                                                      |         |
| Прыжок в высоту        | Ярослав Рыбаков Москва Ярославская область                                      | 2,30 м  | Андрей Терёшин Москва Ивановская область                                                       | 2,28 м  | Сергей Клюгин Москва                                                              | 2,28 м  |
| Прыжок с шестом        | Игорь Павлов Москва Орловская область                                           | 5,75 м  | Павел Герасимов Москва                                                                         | 5,70 м  | Евгений Михайличенко Москва Краснодарский край                                    | 5,65 м  |
| Прыжок в длину         | Виталий Шкурлатов Волгоградская область Рязанская область                       | 8,14 м  | Кирилл Сосунов Рязанская область                                                               | 8,05 м  | Дмитрий Митрофанов Москва Ивановская область                                      | 7,88 м  |
| Тройной прыжок         | Александр Сергеев Москва Тверская область                                       | 17,23 м | Виктор Гущинский Москва Красноярский край                                                      | 17,04 м | Данил Буркеня Москва                                                              | 17,03 м |
| Толкание ядра          | Иван Юшков Иркутская область Новосибирская область                              | 20,28 м | Григорий Панфилов Иркутская область Бурятия                                                    | 19,20 м | Антон Любославский Иркутская область                                              | 19,20 м |
| Эстафета 4×200 м       | Москва · Роман Матвеев · Александр Борщенко · Роман Маренков · Максим Бабарыкин | 1.25,47 | Омская область · Александр Гусаченко · Алексей Поднебеснов · Вячеслав Михайлов · Сергей Бычков | 1.25,72 | Челябинская область · Фёдор Градволь · Дмитрий Петров · Илья Левин · Антон Галкин | 1.26,73 |

### Женщины
| Дисциплина             | Золото                                                                           | Золото  | Серебро                                                                                     | Серебро | Бронза                                                                                                | Бронза      |
| ---------------------- | -------------------------------------------------------------------------------- | ------- | ------------------------------------------------------------------------------------------- | ------- | --- | ----------- |
| 60 м                   | Юлия Табакова Тульская область Калужская область                                 | 7,06    | Мария Боликова Калмыкия Волгоградская область                                               | 7,28    | Ирина Хабарова Свердловская область                                                                   | 7,29        |
| 200 м                  | Анастасия Капачинская Москва                                                     | 22,90   | Светлана Гончаренко Ростовская область Ставропольский край                                  | 23,17   | Ирина Хабарова Свердловская область                                                                   | 23,36       |
| 400 м                  | Наталья Назарова Москва                                                          | 49,68   | Олеся Красномовец Свердловская область                                                      | 50,82   | Наталья Антюх Москва Санкт-Петербург                                                                  | 50,87       |
| 800 м                  | Татьяна Андрианова Москва Ярославская область                                    | 2.01,60 | Наталья Цыганова Московская область Челябинская область                                     | 2.01,67 | Оксана Зброжек Москва Санкт-Петербург                                                                 | 2.02,11     |
| 1500 м                 | Гульнара Самитова Татарстан                                                      | 4.05,91 | Елена Задорожная Иркутская область                                                          | 4.06,61 | Юлия Чиженко Санкт-Петербург                                                                          | 4.07,97     |
| 3000 м                 | Гульнара Самитова Татарстан                                                      | 8.41,72 | Галина Богомолова Башкортостан                                                              | 8.49,21 | Лидия Григорьева Москва Чувашия                                                                       | 8.50,21     |
| 3000 м с препятствиями | Наталья Черепанова Москва Омская область                                         | 9.44,48 | Светлана Иванова Московская область Чувашия                                                 | 9.45,25 | Светлана Сайфушева Иркутская область                                                                  | 10.00,82    |
| 60 м с барьерами       | Наталья Кресова Санкт-Петербург                                                  | 8,03    | Ирина Шевченко Московская область Краснодарский край                                        | 8,06    | Юлия Шабанова Санкт-Петербург                                                                         | 8,10        |
| Прыжок в высоту        | Елена Слесаренко Волгоградская область                                           | 2,01 м  | Анна Чичерова Москва Ростовская область                                                     | 1,98 м  | Екатерина Александрова Свердловская область Омская область                                            | 1,92 м      |
| Прыжок в высоту        | Елена Слесаренко Волгоградская область                                           | 2,01 м  | Анна Чичерова Москва Ростовская область                                                     | 1,98 м  | Марина Купцова Москва                                                                                 | 1,92 м      |
| Прыжок в высоту        | Елена Слесаренко Волгоградская область                                           | 2,01 м  | Анна Чичерова Москва Ростовская область                                                     | 1,98 м  | Татьяна Новосельцева Москва Брянская область                                                          | 1,92 м      |
| Прыжок с шестом        | Татьяна Полнова Краснодарский край                                               | 4,60 м  | Елена Белякова Москва                                                                       | 4,40 м  | Анастасия Иванова Санкт-Петербург                                                                     | 4,40 м      |
| Прыжок в длину         | Татьяна Лебедева Волгоградская область                                           | 6,95 м  | Ирина Симагина Москва Рязанская область                                                     | 6,95 м  | Ольга Рублёва Волгоградская область                                                                   | 6,78 м      |
| Тройной прыжок         | Елена Олейникова Москва                                                          | 14,41 м | Анна Пятых Москва                                                                           | 14,36 м | Виктория Гурова Краснодарский край Ростовская область                                                 | 14,33 м     |
| Толкание ядра          | Ирина Коржаненко Ростовская область                                              | 19,71 м | Светлана Кривелёва Московская область                                                       | 19,68 м | Оксана Чибисова [a] Ростовская область                                                                | 17,44 м [a] |
| Эстафета 4×200 м       | Тульская область Юлия Табакова Ольга Халандырёва Анастасия Кочетова Олеся Зыкина | 1.35,39 | Нижегородская область Екатерина Кондратьева Мария Дряхлова Оксана Миронова Марина Гришакова | 1.36,66 | Новосибирская область · Оксана Лунёва · Анастасия Овчинникова · Екатерина Иванченко · Анна Евдокимова | 1.36,77     |

a  9 декабря 2004 года ИААФ в своём ежемесячном информационном письме сообщила о дисквалификации российской толкательницы ядра Ирины Худорошкиной. Её допинг-проба, взятая 10 февраля 2004 года в рамках внесоревновательного тестирования, дала положительный результат на наличие запрещённых препаратов. Спортсменка была дисквалифицирована на 2 года, а её результаты после даты забора пробы в соответствии с правилами были аннулированы, в том числе 3-е место на чемпионате России в помещении — 2004 в толкании ядра с результатом 17,79 м.

## Чемпионат России по 6-часовому бегу
Чемпионат России по 6-часовому бегу в помещении прошёл 6—7 февраля в Москве в легкоатлетическом манеже спорткомплекса «Крылатское». Соревнования прошли в рамках IV сверхмарафона «Ночь Москвы». На старт вышли 47 легкоатлетов (38 мужчин и 9 женщин) из 18 регионов страны. Денис Жалыбин показал второй результат в истории соревнований (91 409 м), уступив своему же прошлогоднему высшему мировому достижению чуть менее 2 километров.

### Мужчины
| Дисциплина    | Золото                        | Золото   | Серебро                      | Серебро  | Бронза                              | Бронза   |
| ------------- | ----------------------------- | -------- | ---------------------------- | -------- | ----------------------------------- | -------- |
| 6-часовой бег | Денис Жалыбин Курская область | 91 409 м | Алексей Белослудцев Удмуртия | 87 265 м | Владимир Нетреба Пензенская область | 84 058 м |

### Женщины
| Дисциплина    | Золото                               | Золото   | Серебро                         | Серебро  | Бронза                          | Бронза   |
| ------------- | ------------------------------------ | -------- | ------------------------------- | -------- | ------------------------------- | -------- |
| 6-часовой бег | Ирина Кузнецова Свердловская область | 68 999 м | Ирина Коваль Московская область | 67 491 м | Елена Симутина Брянская область | 65 189 м |

## Чемпионат России по многоборьям
Чемпионы страны в мужском семиборье и женском пятиборье определились 8—9 февраля 2004 года в Москве в манеже имени братьев Знаменских. Впервые в карьере чемпионкой страны стала Анна Снеткова, установившая личный рекорд — 4523 очка. Большую сумму, 4570 очков, набрала Найде Гомеш из Португалии, но она выступала вне конкурса и не участвовала в распределении медалей. Третий результат сезона в мире показал 34-летний Лев Лободин (6149), после соревнований отметивший, что сезон 2004 года — заключительный в его карьере.

### Мужчины
| Дисциплина | Золото             | Золото     | Серебро                                      | Серебро   | Бронза                             | Бронза    |
| ---------- | ------------------ | ---------- | -------------------------------------------- | --------- | ---------------------------------- | --------- |
| Семиборье  | Лев Лободин Москва | 6149 очков | Николай Аверьянов Москва Челябинская область | 5901 очко | Константин Смирнов Томская область | 5784 очка |

### Женщины
| Дисциплина | Золото                          | Золото    | Серебро                            | Серебро    | Бронза                                      | Бронза     |
| ---------- | ------------------------------- | --------- | ---------------------------------- | ---------- | ------------------------------------------- | ---------- |
| Пятиборье  | Анна Снеткова Иркутская область | 4523 очка | Наталья Рощупкина Липецкая область | 4447 очков | Юлия Игнаткина Москва Нижегородская область | 4439 очков |

## Состав сборной России для участия в чемпионате мира
По итогам чемпионата и с учётом выполнения необходимых нормативов, в состав сборной для участия в чемпионате мира в помещении в Будапеште вошли:
Мужчины
60 м: Андрей Епишин, Александр Рябов.

200 м: Олег Сергеев.

Эстафета 4х400 м: Дмитрий Форшев, Андрей Рудницкий, Борис Горбань, Александр Усов, Александр Ларин, Дмитрий Петров.

800 м: Дмитрий Богданов.

1500 м: Дмитрий Онуфриенко.

3000 м: Вячеслав Шабунин.

60 м с барьерами: Игорь Перемота.

Прыжок в высоту: Ярослав Рыбаков, Сергей Клюгин.

Прыжок с шестом: Игорь Павлов, Павел Герасимов.

Прыжок в длину: Виталий Шкурлатов, Кирилл Сосунов.

Тройной прыжок: Александр Сергеев, Данил Буркеня.

Толкание ядра: Иван Юшков, Павел Софьин.

Семиборье: Александр Погорелов — имел освобождение от отбора, Лев Лободин.
Женщины
60 м: Юлия Табакова, Лариса Круглова.

200 м: Анастасия Капачинская, Светлана Гончаренко.

400 м: Наталья Назарова, Олеся Красномовец.

Эстафета 4х400 м: Наталья Назарова, Олеся Красномовец, Наталья Антюх, Татьяна Левина, Ольга Котлярова, Олеся Зыкина.

800 м: Ольга Распопова — имела освобождение от отбора, Татьяна Андрианова.

1500 м: Гульнара Самитова, Юлия Косенкова.

3000 м: Елена Задорожная — имела освобождение от отбора, Галина Богомолова.

60 м с барьерами: Наталья Кресова, Ирина Шевченко.

Прыжок в высоту: Елена Слесаренко, Анна Чичерова.

Прыжок с шестом: Елена Исинбаева, Светлана Феофанова — имели освобождение от отбора.

Прыжок в длину: Татьяна Котова — имела освобождение от отбора, Татьяна Лебедева.

Тройной прыжок: Татьяна Лебедева — имела освобождение от отбора, Елена Олейникова.

Толкание ядра: Ирина Коржаненко — позднее снялась с соревнований, Светлана Кривелёва.